# Suniops rufitarsis
Suniops rufitarsis es una especie de coleóptero de la familia Attelabidae.

## Subespecies
- Suniops rufitarsis cyanicolor (Voss, 1953)

= Euops cyanicolor Voss, 1953
- Suniops rufitarsis rufitarsis (Voss, 1933)

= Euops rufitarsis Voss, 1933
= Euops rufitarsis viridisticta Voss, 1933

## Distribución geográfica
Habita en Filipinas.